# I-Fire
I-Fire ist eine 2004 gegründete Reggae-Band aus Hamburg. Sie besteht aus neun Musikern.

## Geschichte
Die beiden Sänger Robert „Raw“ Schlepper und Fritz „Free“ Kschowak produzierten bereits vor I-Fire Anfang der 2000er unter dem Namen „Raw-N-Free“ deutschsprachigen Dancehall in einem Studio in Hamburg-Bergedorf. Als die beiden Sänger und der befreundete Posaunist Nils Nöhden 2004 bei Aufnahmen in einer Hamburger Schule für Tontechnik den Gitarristen Marcus Arnold kennenlernten, entstand die Idee zu einer gemeinsamen Reggae-Band. Zusammen mit Schlagzeuger Andreas Feldmann, Keyboarder Valentin Heinrich und Bassist Anton Soetrisno gründeten sie I-Fire. Mit der Zeit schlossen sich Sänger Nils „Dub-Ill-You“ Wieczorek und Trompeter Niklas Ulrich an.
2007 gründeten die Hamburger ihr eigenes Label I-Fire Empire, auf dem alle folgenden Veröffentlichungen erschienen. Im März 2008 veröffentlichten sie ihr Debütalbum Vom Schatten ins Licht. Im September die Single Ferien zu Haus. Den Vertrieb übernahm Rough Trade Records. Im April 2010 erschien das zweite Album Bigger, Better, Hotter.
Seit 2012 veranstalten I-Fire mit dem FIREabend ein jährliches Jahresabschlusskonzert in Hamburg. Neben der eigenen Show sind mehrere Vorbands und musikalische Gäste fester Bestandteil des Konzerts.
Im Oktober 2013 erschien als Sideproject das Album Highgrade Propaganda von „Raw-N-Free“.
2014 kam die Single Zwischen Frühling und Herbst und das dritte Album Salut! heraus.
2015 und 2016 verließen Bassist Anton Soetrisno, Keyboarder Valentin Heinrich, Posaunist Nils Nöhden und Trompeter Niklas Ulrich die Band, dafür kamen Bassist Julian Bohne, Trompeter Marcus Hector und die beiden Keyboarder Maui von Lommatzsch und Sebastian Stank neu dazu.
2017 erschien die Single Pyaka, 2018 die Single 38 Grad. 2019 erscheint die Single Einfach so.
Für das Frühjahr 2020 ist ein neues Album angekündigt.
Neben Konzerten in diversen Clubs in Deutschland, Österreich und der Schweiz tritt die Band regelmäßig bei verschiedenen Festivals auf, darunter neben der Fusion (2009) oder dem Dockville (2009) auch bei den beiden größten Reggae-Festivals in Deutschland, dem Summerjam (2009, 2011 und 2019) und dem Chiemsee Summer (2007, 2009, 2012, 2014, 2016).

## Diskografie
- 2008: Vom Schatten ins Licht (Album, I-Fire Empire)
- 2008: Ferien zu Haus (Single, I-Fire Empire)
- 2010: Champions (Single, I-Fire Empire)
- 2010: Bigger, Better, Hotter (Album, I-Fire Empire)
- 2011: So High (Single, I-Fire Empire)
- 2014: Zwischen Frühling und Herbst (Single, I-Fire Empire)
- 2014: Salut! (Album, I-Fire Empire)
- 2017: Pyaka (Single, I-Fire Empire)
- 2018: 38 Grad (Single, I-Fire Empire)
- 2019: Einfach so (Single, I-Fire Empire)
- 2019: Highgrade (Single, I-Fire Empire)
- 2020: Spiel mit dem Feuer (Album, I-Fire Empire)
- 2020: Ich Brauch Nicht Viel (Single, I-Fire Empire)
- 2022: Red Like Blood (Single, I-Fire Empire)
- 2022: 040 / Irie Again (Single, I-Fire Empire)
- 2024: Jah People (Single, I-FIRE Empire)